# Agelasta pardalina
Agelasta pardalina là một loài bọ cánh cứng trong họ Cerambycidae.